# Scherma ai III Giochi olimpici giovanili estivi
Il programma della scherma ai III Giochi olimpici giovanili estivi prevedeva lo svolgimento di tre competizioni individuali di categoria cadetti sia maschile che femminile, più una prova a squadre mista. Hanno partecipato 78 schermidori provenienti da 35 Paesi. Gli incontri si sono svolti al Parque Polideportivo Roca.

## Podi
| Evento               | Oro | Argento                                                                                       | Bronzo                                                                                                 |
| Spada maschile       | Davide Di Veroli                                                                                          | Paul Veltrup                                                                                  | Khasan Baudunov                                                                                        |
| Spada femminile      | Kateryna Chorniy                                                                                          | Kaylin Sin Yan Hsieh                                                                          | Veronika Bieleszova                                                                                    |
| Fioretto maschile    | Armand Spichiger                                                                                          | Kenji Bravo                                                                                   | Jonas Winterberg-Poulsen                                                                               |
| Fioretto femminile   | Yuka Ueno                                                                                                 | Martina Favaretto                                                                             | May Tieu                                                                                               |
| Sciabola maschile    | Krisztián Rabb                                                                                            | Hyun Jun                                                                                      | Mazen Elaraby                                                                                          |
| Sciabola femminile   | Liza Pusztai                                                                                              | Natalia Botello Cervantes                                                                     | Lee Jueun                                                                                              |
| Gara a squadre miste | Europa 1 Krisztián Rabb Liza Pusztai Armand Spichiger Martina Favaretto Davide Di Veroli Kateryna Chorniy | Asia-Oceania 1 Hyun Jun Lee Jueun Chen Yi-Tung Yuka Ueno Khasan Baudunov Kaylin Sin Yan Hsieh | Americhe 1 Robert Vidovszky Natalia Botello Cervantes Kenji Bravo May Tieu Isaac Herbst Emily Vermeule |